# 山岸久朗
山岸 久朗（やまぎし ひさお）は、大阪弁護士会所属の弁護士・タレント。

## 経歴・人物像
大阪府出身。大阪府立箕面高校卒業、神戸大学法学部卒業、2000年に司法試験合格。2002年に大阪弁護士会登録。2007年に山岸久朗法律事務所を開設。
趣味は食べ歩き、車、ファッション、旅。特技は、空手とマラソンでホノルルマラソンは3回完走している。
また、ホリプロに所属し、法律解説に加え、コメンテーターとしてTV番組・ラジオなど各種メディアに多数出演。2020年からは、Yahoo!ニュースの公式コメンテーターに就任した。

## 出演番組
朝日放送テレビ「おはよう朝日です」月曜レギュラーコメンテーター（2015年4月6日-2024年3月25日）、水曜レギュラーコメンテーター（2024年4月3日-）
TBS「グッとラック!」木曜日レギュラーコメンテーター(2019年-2020年)
MBS「せやねん!」土曜日レギュラーコメンテーター （2009年-2018年）
YTV「たかじんのそこまで言って委員会」
KTV「報道ランナー」
テレ東「ソクラテスのため息～滝沢カレンのわかるまで教えてください〜」
TOKYO　MX「モーニングCROSS」
テレビ朝日「クイズタイムショック」
テレビ朝日「Qさま」

フジテレビ「ネプリーグ」

KTV「よーいドン」 オススメ3（グルメ弁護士として出演)

KTV「胸いっぱいサミット」

ABC「今ちゃんの「実は…」」

MBSラジオ「山岸久朗の異議あり!」 2019年4月～6月毎週土曜17:45～18:00

e-radio　「chai」金曜日レギュラー2018年4月～2019年９月

MBSラジオ「上泉雄一のええなぁ!」

ABCラジオ「ほろ酔い朝日です」

## 著書
書籍「勝つ相続~揉めない遺言書の書き方、伝授します~」ワニブックスより出版〔2014年4月〕